# Dendrobium cuthbertsonii
Dendrobium cuthbertsonii (Cuthbertson's Dendrobium) là một loài lan trong chi Lan hoàng thảo. Loài này sống tự nhiên ở độ cao 10.000 feet (tức là 3.000 mét) tính từ mặt nước biển, ở New Guinea và Quần đảo Bismarck.

## Varieties
- Yellow flower variety
- White flower variety
- Red flower variety
- Pink Flower variety
- Bicolor variety